# Joseph Kiptum
Joseph Kiptum (* 1956) ist ein ehemaliger kenianischer Langstreckenläufer.
Bei den Crosslauf-Weltmeisterschaften 1986 in Colombier gewann er Bronze in der Einzelwertung und mit der kenianischen Mannschaft Gold in der Mannschaftswertung. 1988 in Auckland und 1989 in Stavanger trug er mit einem siebten bzw. 16. Platz ebenfalls zum Mannschaftssieg der Kenianer bei.

## Persönliche Bestzeiten
- 5000 m: 13:44,19 min, 5. Mai 1987, Hiroshima
- 10.000 m: 28:06,5 min, 30. Mai 1984, Aachen
- 3000 m Hindernis: 8:36,0 min, 16. September 1989, Nairobi